# Cristóbal de Losada y Puga
Cristóbal de Losada y Puga (Nova Iorque, 14 de abril de 1894 – Lima, 30 de agosto de 1961) foi um matemático e engenheiro de minas peruano.
Foi professor da Universidad Nacional de Ingeniería, da Universidade Nacional Maior de São Marcos e da Pontificia Universidad Católica del Perú, onde foi decano da Facultad de Ciencias e pro-reitor. Foi também ministro da Educação no governo de José Luis Bustamante y Rivero e diretor da Biblioteca Nacional do Peru entre 1948 e 1961.
Foi palestrante do Congresso Internacional de Matemáticos em Toronto (1924).

## Obras

### Obra principal
- Curso de Análisis matemático (3 volumes, 1945-1954)

### Outras obras
- Las anomalías de la gravedad: su interpretación geológica, sus aplicaciones mineras (1917; aumentada en 1920)
- Contribución a la teoría matemática de las clépsidras y de los filtros (1922)
- Sobre las curvas de rodadura (1923)
- Mecánica racional (1930)
- Curso de Cálculo Infinitesimal (1938)
- Teoría y técnica de la fotoelastisimetría (1941)
- Galileo (1942)
- Copérnico (1943).